# Lanzarote (vino)
Lanzarote es una zona vinícola con denominación de origen (DO), situada en la isla de Lanzarote de las Islas Canarias (España). Obtuvo la calificación de denominación de origen en el año 1993. Cubre una superficie total de cultivo de 1900 ha, y su producción ronda el millón novecientas mil botellas anuales (2010).
Esta denominación obtuvo su registro ante la Unión Europea el 15 de noviembre de 1996. También cuenta con registro ante la Organización Mundial de la Propiedad Intelectual desde 22 de junio de 2021.

## Entorno

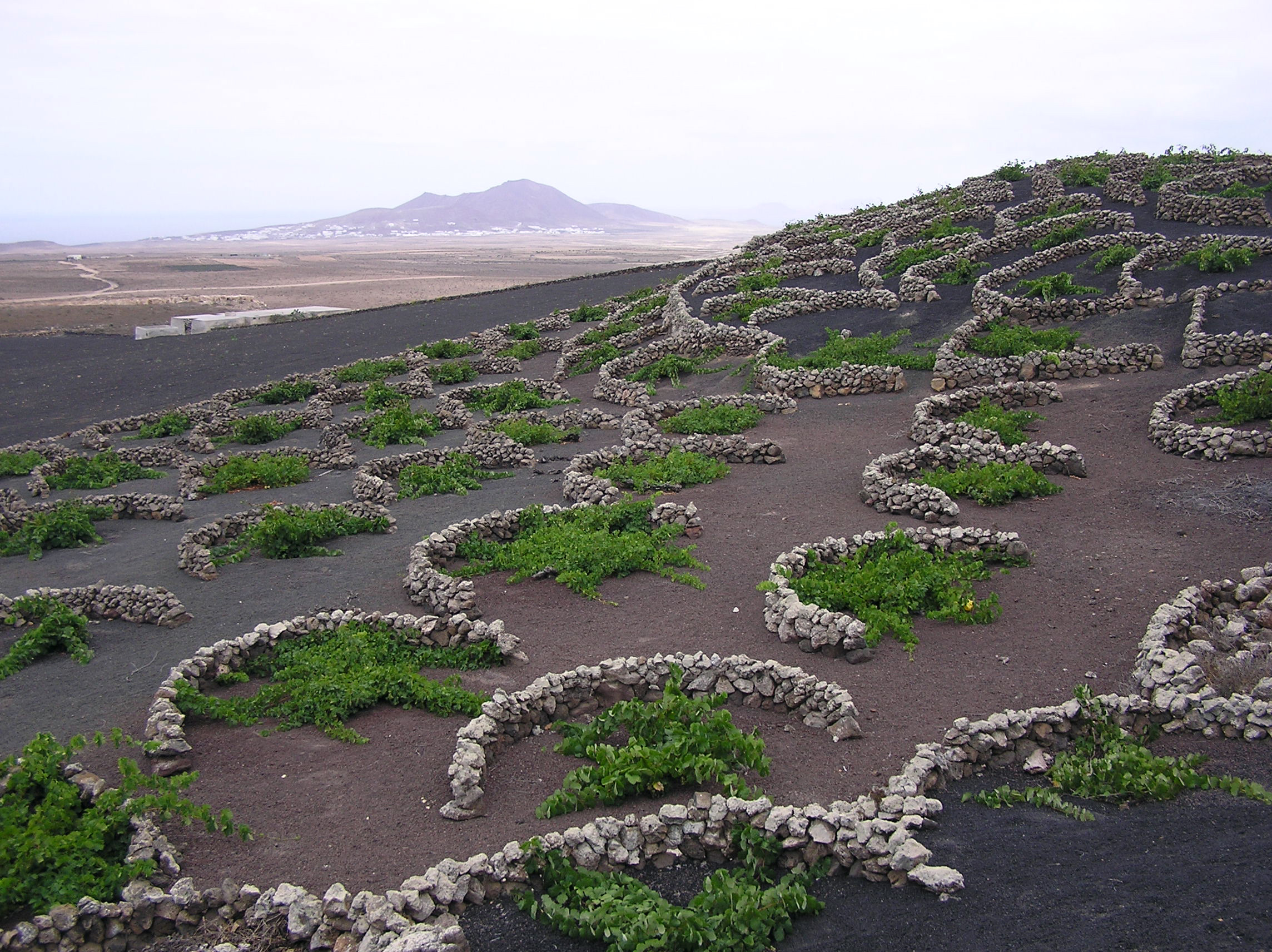
Típica plantación de viñedo en Lanzarote, sobre una colada de ceniza volcánica.

Las plantaciones de viñas se extienden por toda Lanzarote, generalmente en altitudes de entre 200 y 500 m s. n. m. Su cultivo está condicionado por las peculiares características de la isla, tanto climatológicas como por lo que respecta a su origen volcánico.

### Clima
Su situación al nordeste del archipiélago canario, en el cinturón de presiones subtropicales, junto al efecto termorregulador del Océano Atlántico y la cercanía al continente africano, hacen de Lanzarote una isla de clima subdesértico. La ausencia de cotas altas contribuye a un régimen de lluvias muy escasas e irregulares, insolación alta y temperaturas cálidas. A ello se une la llegada ocasional de vientos cálidos del Sáhara, caracterizados por los bajos índices de humedad y acompañados de calima o polvo en suspensión.

### Suelo
Además, el suelo de Lanzarote es volcánico, con multitud de conos de escasa altura que se reparten por todo su territorio. La capa volcánica, que en el Norte tiene un grosor de entre veinte y treinta centímetros, suele llegar a los dos metros en la zona central de la isla. Hay extensas zonas de Lanzarote cubiertas por coladas de árida lava negra o roja solidificada, no apta para el cultivo; pero en los bordes de las coladas de lava hay terrenos con lapilli o ceniza volcánica, conocida como picón o rofe. Esta particularidad ha permitido a los agricultores superar las limitaciones derivadas de la escasez de lluvias mediante un procedimiento de cultivo absolutamente singular, que aprovecha las excelentes condiciones para la viticultura del terreno de la isla.

### Cultivo

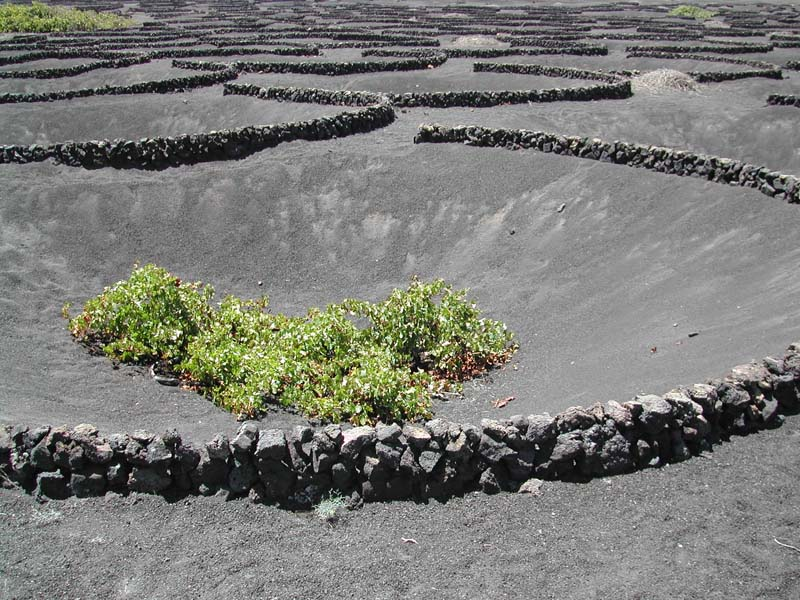
Detalle del cultivo, con los muretes protegiendo la vid plantada en agujeros cónicos sobre el lapilli o picón.

Para plantar las vides, se cavan grandes hoyos en la capa volcánica, en forma de cono invertido, de modo que puedan acceder a la tierra vegetal. Una vez plantadas, el hoyo se recubre de nuevo con picón. El poroso lapilli, de gran higroscopicidad, tiene la cualidad de retener la humedad del ambiente durante la noche y filtrarla hacia el terreno que se encuentra debajo, al tiempo que evita la evaporación durante el día, ya que rompe la capilaridad. Un estrato calizo inferior impide que el agua continúe hacia el subsuelo. De esta forma, los vientos alisios condensan la humedad del océano sobre la ceniza volcánica, que actúa a modo de esponja que retiene el rocío y lo transmite a las parras en un proceso de ósmosis.
El conjunto, finalmente, se rodea con un murete de piedra volcánica de poco más de medio metro de altura, que traza una media circunferencia. El propósito de este muro, que protege a la planta de los efectos del viento, varía según la zona. Cuando se trata de viñedos en áreas donde la capa de lava es muy gruesa y los hoyos son profundos, impide que la ceniza acabe por sepultar a la cepa. En las áreas de menor grosor de la lava, impide que el viento y las cenizas que arrastra golpeen a la cepa directamente.

## Zonas de cultivo
Los viñedos se extienden por los siete municipios de la isla de Lanzarote: Arrecife, San Bartolomé, Tías, Tinajo, Haría, Yaiza y Teguise, si bien destacan como principales parajes vitivinícolas los de La Geria, Tías-Masdache, San Bartolomé, Tinajo y Ye-Lajares. Salvo el último, que se encuentra al norte de la isla, todos ellos se concentran en la zona central y meridional alrededor del parque natural de La Geria. De las más de 3.300 ha dedicadas en la isla al cultivo de la vid, 1.979 corresponden a vinos de la Denominación de origen (2009).
El grosor del enarenado de lapilli en cada zona determina la profundidad de los hoyos o, en su caso, la ausencia de estos o la excavación de zanjas como forma alternativa de cultivo. A mayor profundidad, la distancia entre cepas será mayor. La separación entre éstas en las zonas protegidas por la Denominación de Origen está regulada, y el número de cepas nunca supera las 2.000 por ha, llegando en ocasiones solamente a unas 200. El resultado es un rendimiento excepcionalmente bajo, con una producción de entre 1.000 y 1.500 kg de uva por hectárea.

### La Geria

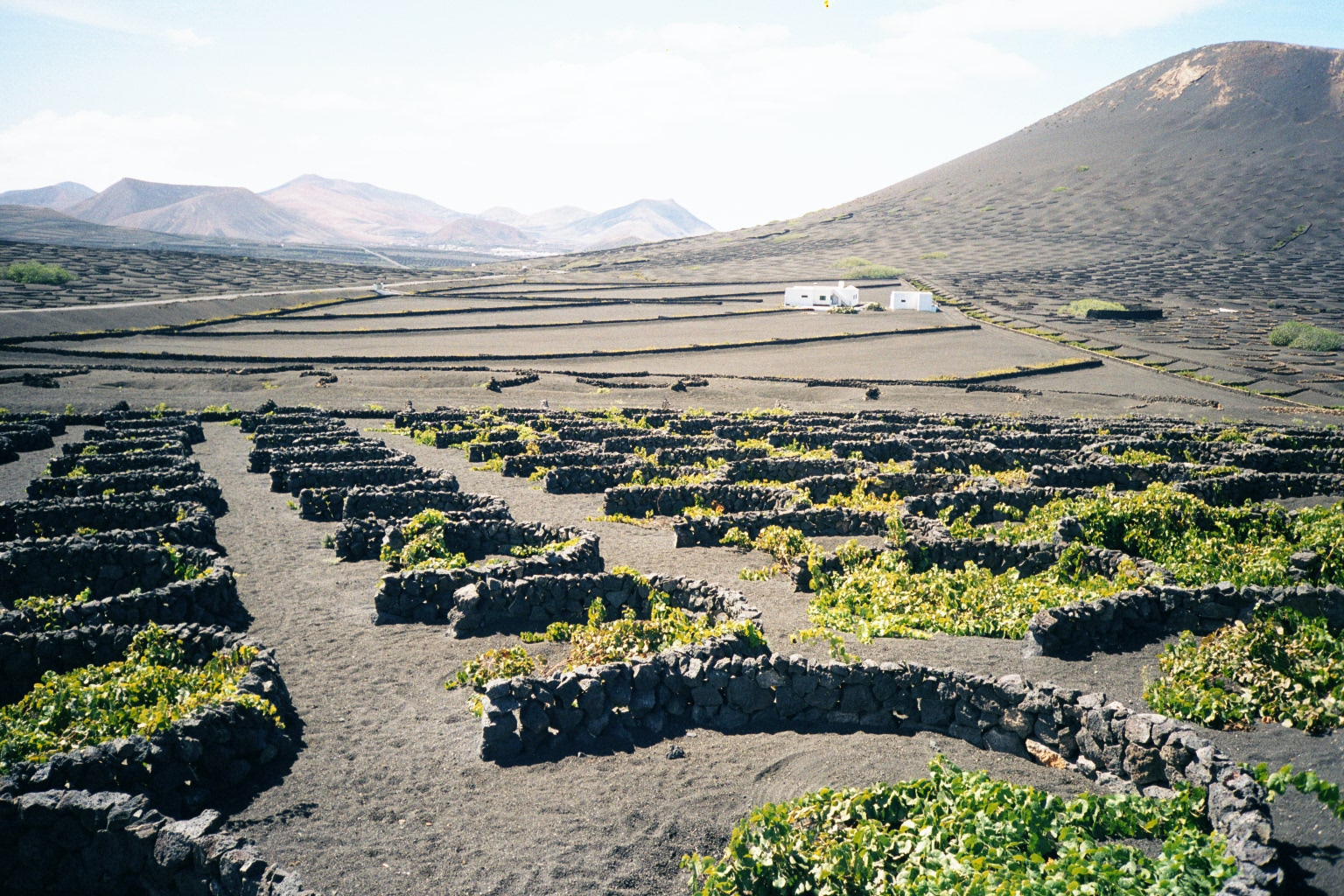
Plantación de viñedo en La Geria.

Situada entre los municipios de Yaiza y Tías, se trata de un singular paraje volcánico en las inmediaciones del Parque nacional de Timanfaya, con el que limita al oeste. Al este, limita con las elevaciones de La Asomada; al sur, con las poblaciones de Yaiza y Uga; y al norte con las de Tinajo y Mancha Blanca. Es aquí donde el enarenado natural fruto de las erupciones es más profundo y alcanza los cuatro y cinco metros, por lo que debe ser mayor la profundidad de los hoyos, la separación entre las cepas y la altura de los muros de piedra.
Es en esta vega donde se desarrolló por primera vez el método de cultivo propio de los viñedos de Lanzarote, que se considera único en el mundo. Esta circunstancia ha hecho que estas plantaciones sean conocidas, por extensión, como «gerias». Así son denominados los pagos de la zona por Pascual Madoz en 1849.

### Masdache
En el centro de la isla y al norte de La Geria, es el área más extensa de cultivo. Comprende los viñedos de las poblaciones de Tías, Masdache, San Bartolomé y Tinajo. El enarenado es algo menos grueso y suele alcanzar entre medio metro y un metro, con unos dos metros de distancia entre cepas. En Tinajo predomina el sistema de zanja perimetral en lugar del muro semicircular: Las vides se plantan bordeando las parcelas, cuyo interior se dedica a otros productos horticolas. En ese caso el enarenado es artificial y poco profundo, con menor separación aún entre las vides.

### Ye-Lajares

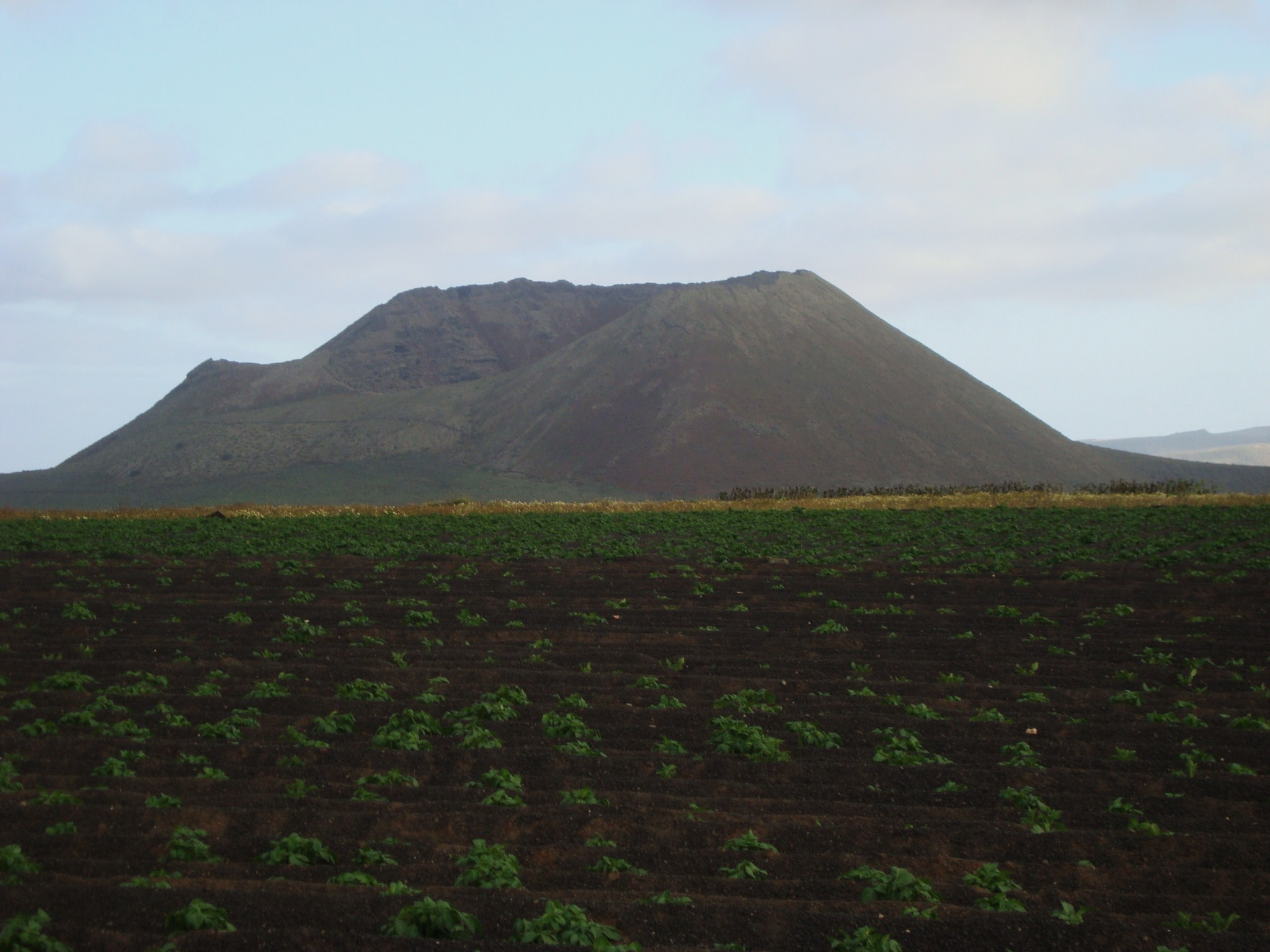
Viñedos y volcán de la Corona, al norte de Lanzarote.

Al norte de la isla, entre los municipios de Haría y Teguise, los cultivos se encuentran en las laderas orientales del macizo de Famara y en especial en el malpaís de La Corona, formado por el volcán del mismo nombre. Se trata de un área vinicultora ligeramente diferenciada del resto, de menor rendimiento por hectárea, y única en el mundo por la precocidad de su cosecha. La vendimia se inicia en el mes de julio y el mosto termina su fermentación cuando el Beujolais, considerado como el vino más temprano de Europa no ha sido aún vendimiado.

## Uvas
Las cepas, cuyo edad promedio es de entre 30 y 50 años, se podan en rastra y se vendimian en la forme tradicional y sin mecanización, reservando las partidas de uvas sanas para la elaboración de los vinos protegidos.
La uva malvasía, blanca, es la variedad predominante en los viñedos de Lanzarote. Se trata de una uva pequeña, muy delicada y de escaso rendimiento, pero su selección obedece a que está perfectamente adaptada al medio y destaca por el equilibrio, sabor intenso y perfume que luego traslada a los vinos. Originaria de Grecia, es la variedad mediterránea más antigua que se conoce. Una fermentación adecuada, a menos de 20 °C, proporciona un máximo aroma, que se pierde a temperaturas mayores.

### Blancas
- Malvasía, variedad preferente
- Breval
- Burrablanca
- Diego
- Moscatel
- Listán blanco
- Pedro Ximénez

### Tintas
- Negramoll (Mulata)
- Listán negro o negra común

## Tipos de vino
Se hacen diferentes tipos de vino:
- Vino blanco seco, graduación alcohólica mínima 10,5%
- Semidulce
- Dulce clásico, graduación alcohólica mínima 15%
- Rosado, con una graduación alcohólica mínima de 11%
- Tinto de las variedades listán negra y negramoll, con una graduación alcohólica mínimo 11 %
- Vino de licor, graduación alcohólica mínima 15%
- Vino espumoso, graduación alcohólica de 15 a 22%, obtenido según el método tradicional, a partir al menos el 85 %, de uva malvasía o uva moscatel.

## Añadas
El Consejo regulador ha calificado las añadas de los vinos de Lanzarote de la forma siguiente:
| - 1994 muy buena - 1995 muy buena - 1996 muy buena - 1997 muy buena - 1998 muy buena | - 1999 excelente - 2000 muy buena - 2001 muy buena - 2002 excelente - 2003 muy buena | - 2004 muy buena - 2005 muy buena - 2006 muy buena - 2007 muy buena - 2008 buena | - 2009 muy buena - 2010 excelente - 2011 muy buena - 2012 excelente - 2013 excelente | - 2014 excelente - 2015 muy buena |